# Sábados comunistas

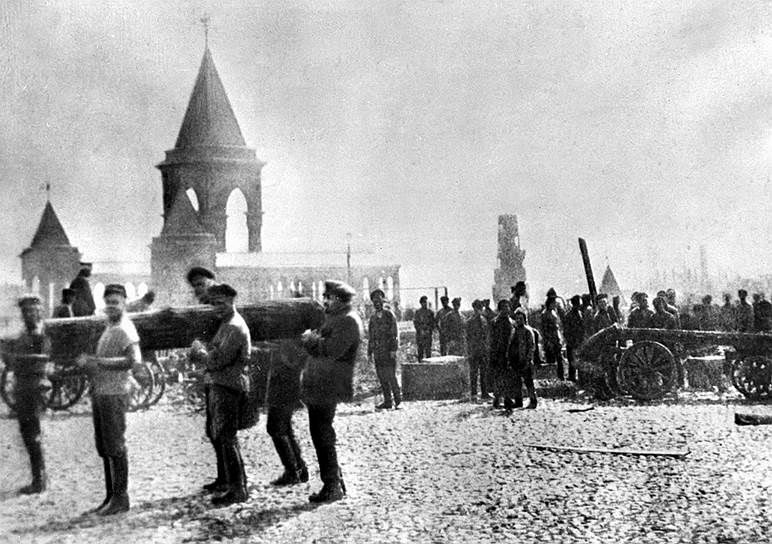
Lenin no primeiro Subbotnik em 1 de maio de 1920

Os Sábados comunistas ou Subbotniki (as palavras em russo subbotnik, "sábado" ou voskresnik "domingo"), foram dias de trabalho voluntário não remunerado na União Soviética, que foram introduzidos e promovidos pelo poder bolcheviques nos primeiros anos após da Revolução Russa, no âmbito do chamado "comunismo de guerra". Os subbotnikis foram frequentemente organizados para a limpeza do lixo das ruas, coletando material reciclável, e outros serviços comunitários.
Trabalhadores ou simpatizantes comunistas estavam trabalhavam gratuitamente, fora de horas pagas para ajudar a "construir socialismo triunfante."
O primeiro de todos os subbotniks russos foi realizado em 1 de maio de 1920, com uma participação de Vladimir Lenin, que participou removendo escombros na construção do Kremlin de Moscou, um episódio retratado em uma famosa pintura de Vladimir Krikhatsky, que mostra o líder soviético, transportando uma pesada viga de madeira. Lenin estava entusiasmado pela ideia dos subbotniks, sobre eles afirmava que eramm como sementes do trabalho livre do comunismo.
Eventualmente os "subbotniks" e "voskresniks" se tornaram obrigatórios devidos aos acontecimentos políticos na União Soviética, com os anuais "Subbotniks a Lenin" que eram realizados nas proximidades do aniversário de Lênin.
Os Subbotniks também foram promovidos na década de 1950 nos países socialistas do Leste europeu e em particular na República Democrática Alemã (RDA), como a URSS tentou construir a RDA como o posto avançado do socialismo na Europa. Eles não encontraram muito entusiasmo da maioria de trabalhadores que se queixaram da necessidade de trabalhar durante fins de semana.